# Humletorp

Humletorp är en by vid sjön Vistens västra sida, i Östra Ämterviks socken (Östra Ämterviks distrikt) i Sunne kommun. I mantalslängden 1641 hörde byn istället till Övre Ulleruds socken liksom gården Vik (Sund) norr därom. Det gjorde detta område också på 1800-talet vilket framgår av en karta över norra delen av Kils härad från år 1883. Senare drogs gränsen istället i sjön så att området kom att tillhöra Östra Ämterviks socken.